# Catedral de San Juan Bautista (Lublin)
La Catedral de San Juan Bautista o simplemente Catedral de Lublin (en polaco: Archikatedra św. Jana Chrzciciela) Es el nombre que recibe un edificio religioso que se encuentra ubicado en la ciudad de Lublin en Polonia. Fue construida entre 1592 y 1617  como una iglesia de la Compañía de Jesús. Fue una de las primeras iglesias barrocas en Polonia. Desde principios del siglo XIX es la catedral de la diócesis y desde 1992, es la iglesia catedral de la arquidiócesis de Lublin.
La iglesia fue construida entre 1592 y 1617 como iglesia de los jesuitas. El diseño tomó como modelo la iglesia Il Gesù en Roma viene de Giovanni Maria Bernadoni. La catedral de San Juan es una de las primeras iglesias barrocas en Polonia. Es una basílica de tres naves con una amplia nave mayor.

## Véase también

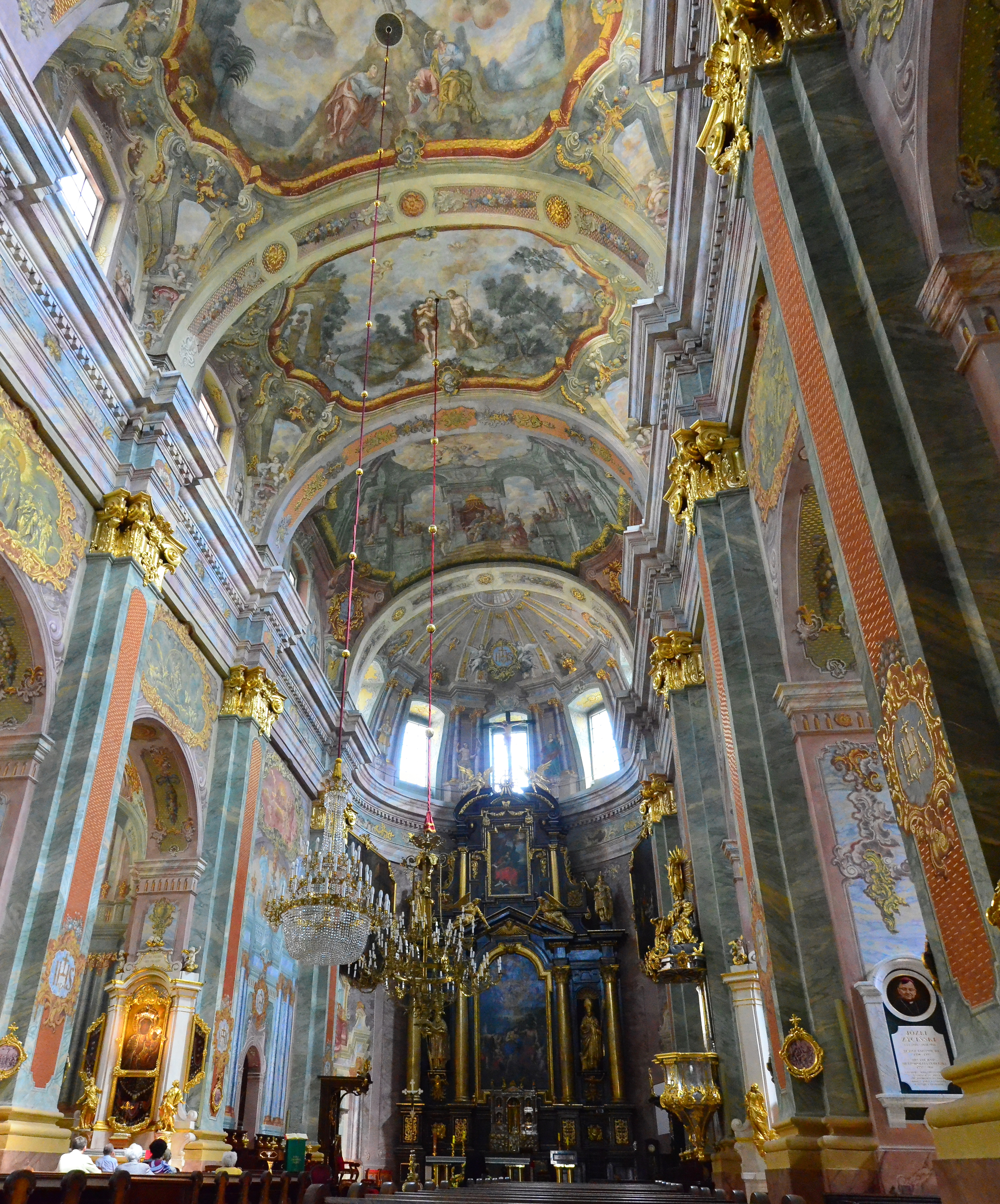
Vista interna